# Franco Morone

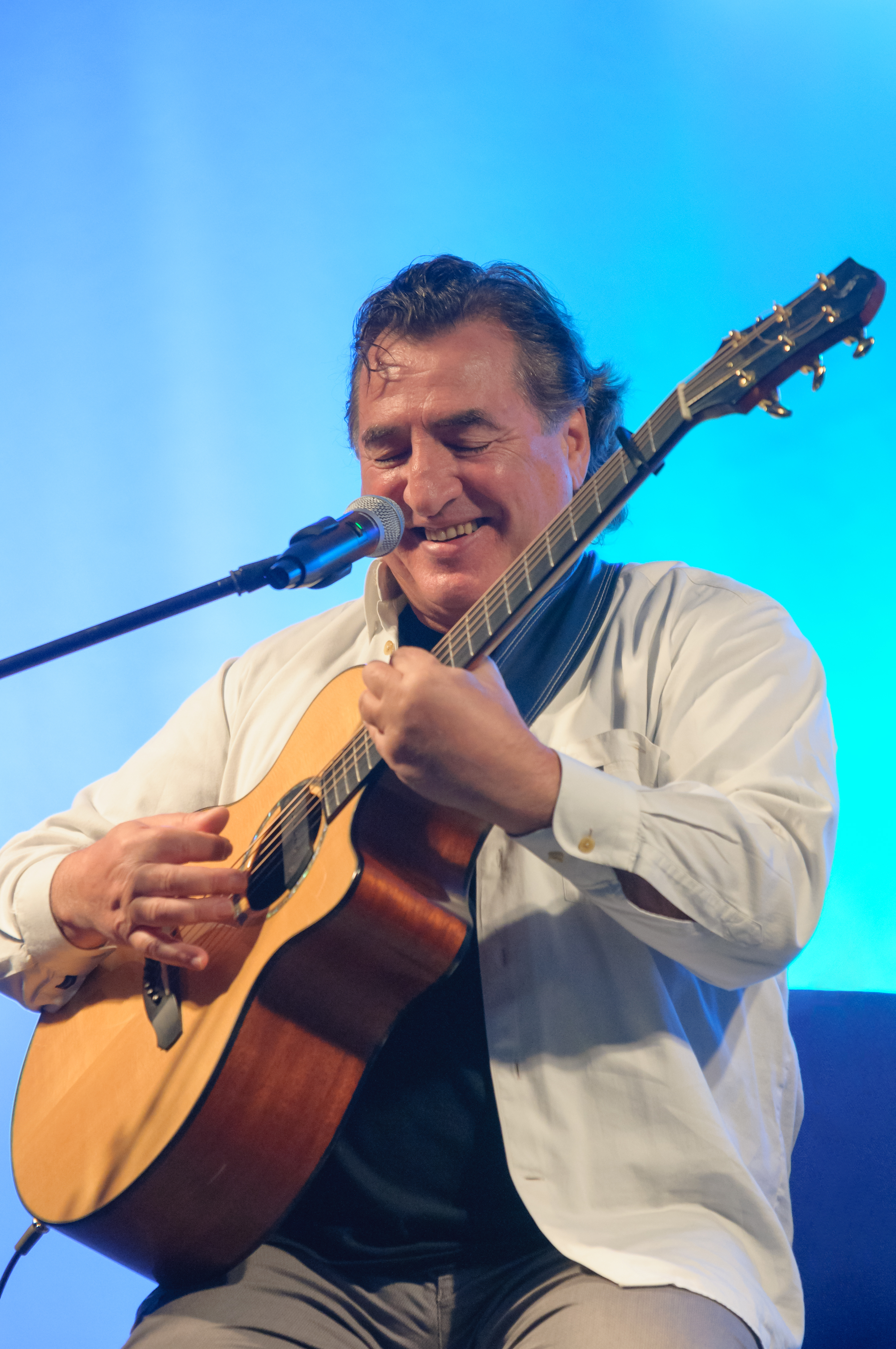
Franco Morone 2017

Franco Morone (* 6. Juni 1956 in Lanciano) ist ein italienischer Gitarrist, Musiklehrer, Komponist und Arrangeur, spezialisiert auf Fingerstyle-Technik. Autor von CDs, Büchern und Videos von eigenen Kompositionen und traditioneller italienischer, amerikanischer und keltischer musik. Er spielt Konzerte und unterrichtet in Europa, USA und Japan.

## Leben
Franco Morone begann im Alter von 12 Jahren, Gitarre zu spielen, und veröffentlichte seine erste Lehr-Methode zur Blues-Gitarre im Jahr 1986. Ein Bachelor-Abschluss in Jura an der Universität Bologna folgte im Jahr 1987. Er war als Journalist für die Zeitschriften Guitar Club, Chitarre und Chitarra Acustica tätig. Morone konzertierte mit Alex de Grassi, Beppe Gambetta, Peter Finger, Tim Sparks, Leo Kottke, Oregon.
Hauptsächlich tritt Franco Morone solo oder mit der Sängerin Raffaella Luna auf, mit der er zwei Alben veröffentlichte.
Seine Werke wurden auf BMG Ariola, Mel Bay, Carisch und Berbén veröffentlicht. Zurzeit publiziert Franco Morone für Acoustic Music Records.
Franco Morone gilt als einer der interessantesten Gitarristen der internationalen Musikszene. Dem US-Magazin Acoustic Guitar zufolge besitzt er einen der einzigartigsten Fingerstyle-Sounds, und das renommierteste Gitarrenmagazin Japans zählt ihn zu den dreißig großen Weltklassegitarristen.
Sein Repertoire verbindet Eigenkompositionen und Arrangements traditioneller Werke. Neben seinen veröffentlichten Alben werden viele seiner Unterrichtsbücher und DVDs von Lehrern und verschiedensten Gitarristengenerationen geschätzt.

## Diskografie
- Guitaròma – Lizard 1985
- Stranalandia – BMG 1990
- Collana Strumento – BMG 1992
- Guitar Highlights – AMR 1994
- Guitàrea – AMR 1994
- The South Wind – AMR 1996
- Guitar Ballads – AMR 1998
- Melodies Of Memories – AMR 1998
- Running Home – AMR 2001
- Italian Fingerstyle Guitar – Traditional and Popular Songs – AMR 2003
- The Road To Lisdoonvarna – AMR 2005
- Songs We Love con Raffaella Luna – AGR 2008
- Miles Of Blues – AGR 2010
- Back to My Best – AGR 2012
- Canti Lontani Nel Tempo / Italian Traditional Songs con Raffaella Luna – AGR 2013

## Schriften
- My Acoustic Blues Guitar / Metodo per Chitara Blues AMR – Bèrben 1986
- Stranalandia – AMR 1990
- Fingerstyle Jazz AM Books – Bèrben 1992
- Guitàrea AG Books – Bèrben 1994
- The South Wind/Celtic Collection – AMR/Carisch 1996
- Melodies Of Memories – AMR 1998
- Master Anthology of Blues Guitar Solos, Volume One – Mel Bay 2000
- Master Anthology of Fingerstyle Guitar Solos, Volume 1 – Mel Bay 2000
- Italian Fingerstyle Guitar – Carisch 2003
- Basic Fingerstyle Collection – AMR/Carisch 2007
- 10 Duets for Fingerstyle Guitar – con Ulli Boegershausen – AMBooks 2009
- Blues & Jazz for Fingerstyle Guitar – Mel Bay 2011
- Back To My Best – Carisch 2012